# Пасленк
Па́сленк (пол. Pasłęk, раніше Holąd Pruski, нім. Preußisch Holland) — місто в Північній Польщі.
Належить до Ельблонзького повіту Вармінсько-Мазурського воєводства. В 1975–1998 роках місто адміністративно входило до Ельблонзького воєводства.
Згідно з даними, 30 червня 2014 р. місто налічувало 12 452 мешканців.
Місто має розвинене сільське-господарство та легку промисловість. Тут функціонує молокозавод (що продукує молочні продукти на всю північну Польщу), млин та сушила збіжжя. Пасленк лежить біля важливої для Північної Польщі експрес-дороги S7, з двома з’їздами.

## Українці в Пасленку
Містечко засноване голландськими переселенцями, імовірно, вперше відвідали українці за часів семирічної війни, коли тут в 1758 р. розміщувалися війська Російської імперії.
В січні 1945 р. радянські війська швидко опанували Пасленк. Проте, 13 січня 1945 року ними тут було втрачено 6 бойових літаків. В бою за місто загинув українець — Герой Радянського Союзу Анатолій Чепуренко з 32-ї танкової бригади.
Під кінець 1947 р, ще перед закінченням акції «Вісла» пораховано, що в Пасленському повіті живе біля 600 українців — греко-католиків. В 1948 р. їх кількість нараховувала вже 2522 особи. Загалом на терени Пасленського повіту були депортовані 6256 українців з українських етнічних територій. Ці люди відремонтували зруйновані господарства та своєю сумлінною працею заслужили на зичливість сусідів та місцевої влади, до того дуже неприхильної до українців. Однак, всі вони не мали своєї церкви.

### Церква Різдва Богородиці

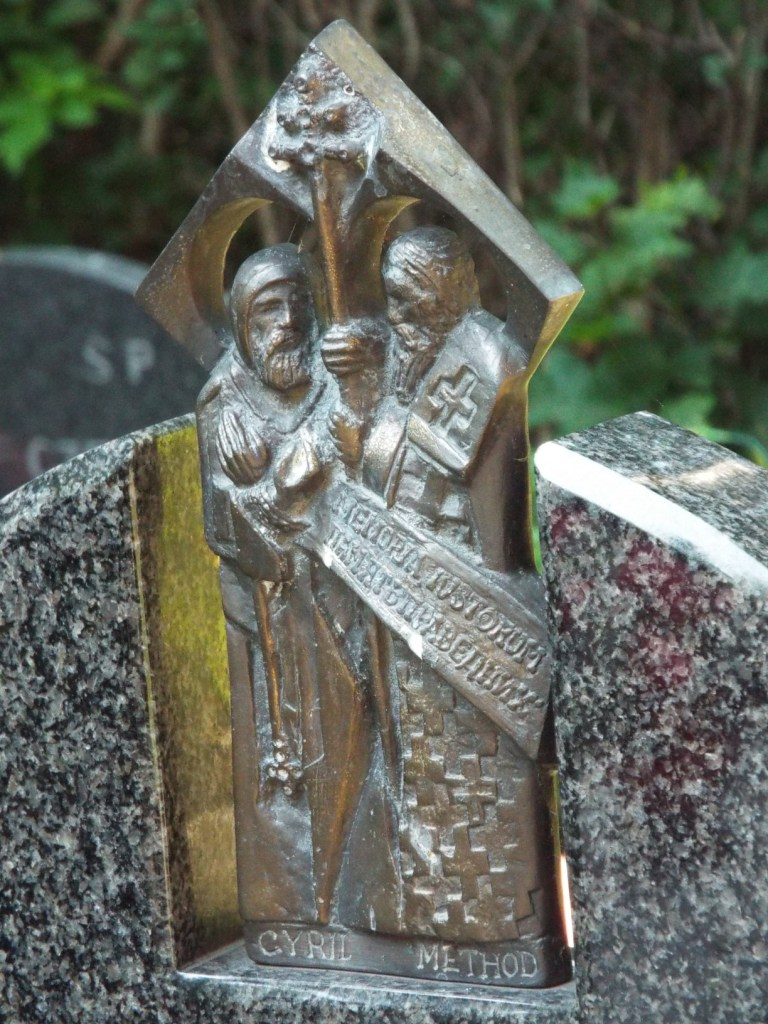
Зображення святителів Кирила та Мефодія на нагробку отця-митрата Івана Яремина, Пасленк, 2018 р.

Третьою за часом виникнення й однією з найбільших і найважливіших парафій Ельблонзького деканату української греко-католицької церкви є парафія у Пасленку.
Після 1956, з ув'язнення вийшов Стефан Вишинський. Відбулися політичні зміни, змінилося відношення влади до релігії. З 1952 р., коли розпочалася діяльність греко-католицького приходу в Циганку біля Нового Двору, а від 1957 р. в Дзежґоні, українці з околиць Пасленка починають робити зусилля що утворення парафії у Пасленку. Утворюється комітет, головними діячами якого були: Олександр Деревецький, Олександр Бабицький і Дмитро Зільник. Перша зустріч з о. єпископом Романом Вільчинським — адміністратором Вармінської диєцезії, відбулася в Дзежґоні 1958 р. На ній було скоординовано плани. Під час наступної зустрічі, також в Дзежґоні у о. Євстафія Харкаліса було вирішено підготувати список парафіян і надати його Службі внутрішніх справ в Ольштині. Список цей приготувала Ганна Святило. Старання щодо утворення греко-католицької парафії в Пасленку закінчилися успіхом. Ксьондз єпископ Роман Вілчинський наказав місцевому пробощу надати доступ греко-католикам до костелу (по сучасній вул. Василя Гриника, 1) з метою греко-католицьких богослужінь. На пастиря парафії Різдва Богородиці призначив о. Івана Яремина — вікарія в костелі святого Миколая в Ельблонгу.

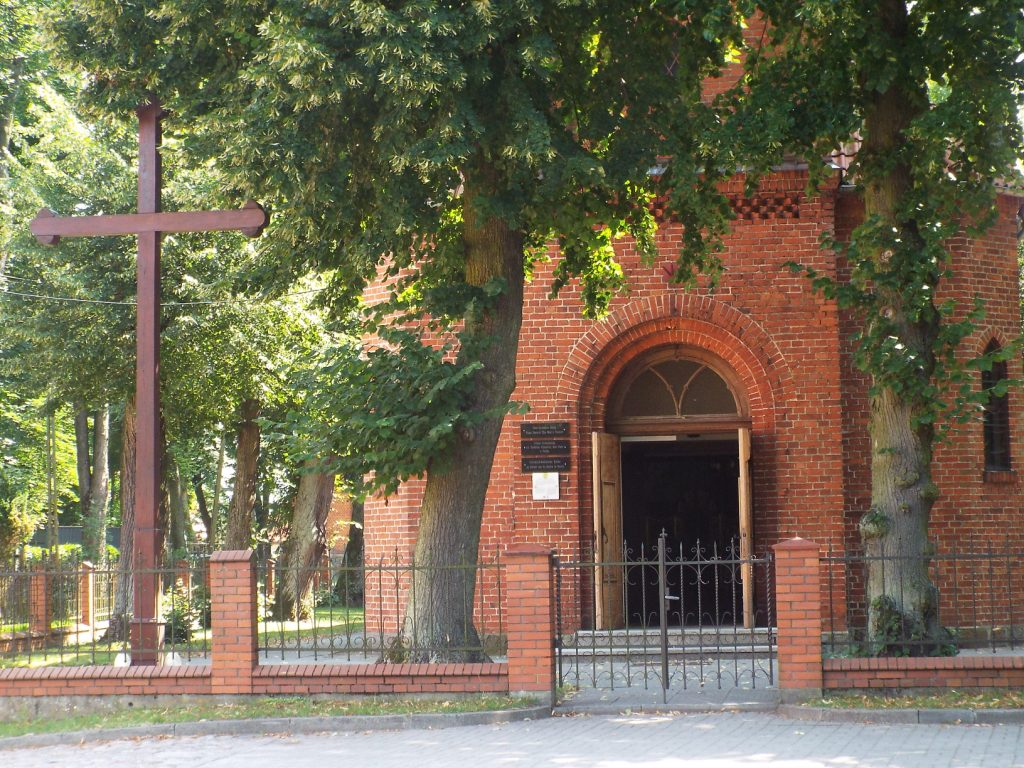
Хрест біля греко-католицької церкви Різдва Богородиці в Пасленку, 2018 р.

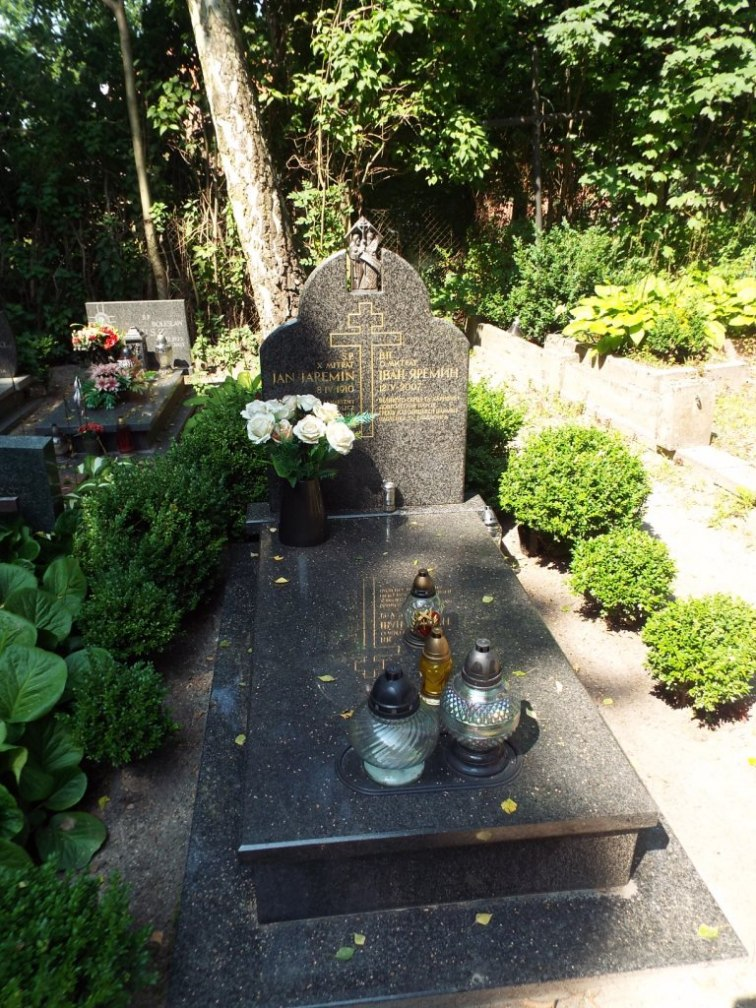
Могила отця-митрата Івана Яремина, Пасленк, 2018 р.

Від того часу неороманський костел св. Йосифа став місцем відправлення східної літургії. Наразі це церква Різдва Богородиці. Перше богослужіння о. Іван Яремин відслужив 7 квітня 1959 р. на Благовіщення, а перші орнати отримано від о. Митрата Василя Гриника з Циганка. Вірні постійно старалися облаштувати костел та надати йому риси церкви: тут розташовано вишивані полотна та рушники, свічки, орнати, організовано страж при гробі Спасителя. Частими гостями парафії протягом перших років її діяльності були римсько-католицькі ксьондзи, які приїжджали щоб брати участь в літургії в східному обряді. В шкільний 1963/64 р. розпочато уроки релігії для дітей молодших шкіл — в неділю після служби. Важливою подією стало введення міністрантської служби. 6 січня 1965 р. під час богослужіння в перший день свят Різдва — хлопці виступили в спеціально пошитих з тої оказії нових далматиках. Наступні роки під пильним оком Служби Безпеки з Ельблонга вірні Пасленка продовжували зміцнювати свою парафію.
У 1970-х рр. Пасленк був одним з осередків діяльності Українського суспільно-культурного товариства (УСКТ). У містечку мешкали активісти УСКТ Люба Жолондик з чоловіком.
27.04.1975 р. в Пасленку в повітовому будинку культури (у східному крилі замку) відбувся концерт-огляд гуртків з нагоди 20-річчя УСКТ. У хроніці УСКТ в Ельблонгу знаходимо імена тодішніх активістів з Пасленка.
24.08.1975 р. повітовий будинок культури в Пасленку прийняв постановку «Безталанної» Перемиського драматичного гуртка.
29.04.1979 р. Пасленське кіно (в будівлі замку) стало місцем виступу хору «Думка» з Гурова-Ілавецького та «Червоної рути».
В 1983 р. Польщу відвідав владика єпископ Андрій Сапеляк — апостольський візитатор для українців Аргентини.
Від 1984 р. до парафії почали прибувати нові священники. Першим з них був о. Іван Лайкош. Прибуття нових священиків мало великий вплив на ангажування вірних, у тому числі дітей та молоді, у життя парафії. 3 квітня 1992 р. костел в Пасленку перейшов у власність греко-католицької парафії. Цьому дуже посприяла позиція ординарія Вармінської дієцезії о. єпископа Едмунда Піща. Після цього продовжено облаштовувати храм як східну церкву. Тут розміщено іконостас зроблений Іваном Кубашком з Волчант відповідно до проєкту Богдана Боберського — архітектора з Варшави. Автором ікон був Ярослав Вишенко з Підляшшя. 1993 року о. Андрій Сорока виступив до Воєводського консерватора з проханням о згоду на будівництво нової захристії. В 1993—1995 рр. розпочалася розбудова храму: відремонтовано дах, видовжено костел на новий презбітеріум і захристію.
21 вересня 1995 р. відбулося урочисте посвячення іконостасу — його виконали єпископи Іван Мартиняк та Анджей Слівінський. 15 лютого 1996 р. пасленська парафія та кафедра Св. Миколая в Ельблонгу святкували 60-річчя о. митрата Івана Яремина. В урочистості взяли участь єпископи Іван Мартиняк та Анджей Слівінський та 10 греко-католицьких та 5 католицьких священиків. о. митрат Іван Яремин похований на цвинтарі в Пасленку біля церкви. До речі, на цьому ж кладовищі є багато інших українських могил. Зокрема низка українців похована тут в 1948 р.
В Пасленку діє також пункт навчання греко-католицької релігії та української мови. Тут працюють катехет – о. Ігор Губач та вчителька української мови – п. Марія Футрега. Усі діти, батьки яких висловили бажання навчати їх українській мові збираються в школу №3 на вул. 3 травня. Пункт навчання українській мові діє тут з 1985 р. Довгі роки рідної мови навчала Іванна Кравчишин. Крім щотижневих уроків, діти готували різноманітні вистави з якими кожного року успішно виступали на дитячих фестивалях у Ельблонзі та Кошаліні або дуже часто в церкві. З 1998 р. українській мові навчає Марія Футрега.

### Православні українці
В ході акції «Вісла» до Пасленка було також відправлено транспорти з православними українцями зі станції у Холмі. Їх нащадки або сполонізувалися, або відвідують польськомовну православну церкву в Пасленку.

## Демографія
Демографічна структура станом на 31 березня 2011 року:
|          | Загалом | Допрацездатний вік | Працездатний вік | Постпрацездатний вік |
| -------- | ------- | ------------------ | ---------------- | -------------------- |
| Чоловіки | 5951    | 1159               | 4236             | 556                  |
| Жінки    | 6445    | 1083               | 3985             | 1377                 |
| Разом    | 12396   | 2242               | 8221             | 1933                 |